# Навасард
Навасард (арм. Նավասարդ) — первый месяц древнеармянского календаря. Навасард имел 30 дней, начинался 11 августа и заканчивался 9 сентября.
Поскольку армянский новый год назывался Навасард, то и первый месяц года носил это название. Для древних армян 1 навасарда (11 августа) было праздничным днём, когда все отдыхали и веселились.
Армянский ученый Мартирос Ананикян подчеркивает тождественность Навроза и традиционного армянского Нового года, Навасарда, отмечая, что только в XI веке Навасард стал отмечаться в конце лета, а не в начале весны. Он заявляет, что Навроз - Навасард «был сельскохозяйственным праздником, связанным с поминовением умерших […] и направленным на вызывание дождей и повышение урожая». Ананикян отмечает, что главным центром армянского Навасарда был Багаван, центр поклонения огню.
Навасард праздновался именно в честь победы Айка над Бэлом в 2492 году до н. э. Изучая множество рукописей Имастасера, хранящиxся в Матенадаране, учёные пришли к выводу, что он основывался на знания древних, согласно которым в это время на небе появлялось определённое «знамение».